# فرانک بی
فرانک بی (انگلیسی: Frank Bee; ۲۳ ژانویهٔ ۱۹۲۷ – ۲۰۱۰ (۸۲−۸۳ سال)) بازیکن فوتبال بود.
از باشگاه‌هایی که در آن بازی کرده‌است می‌توان به باشگاه فوتبال ناتینگهام فارست اشاره کرد.